# 체스터필드 FC

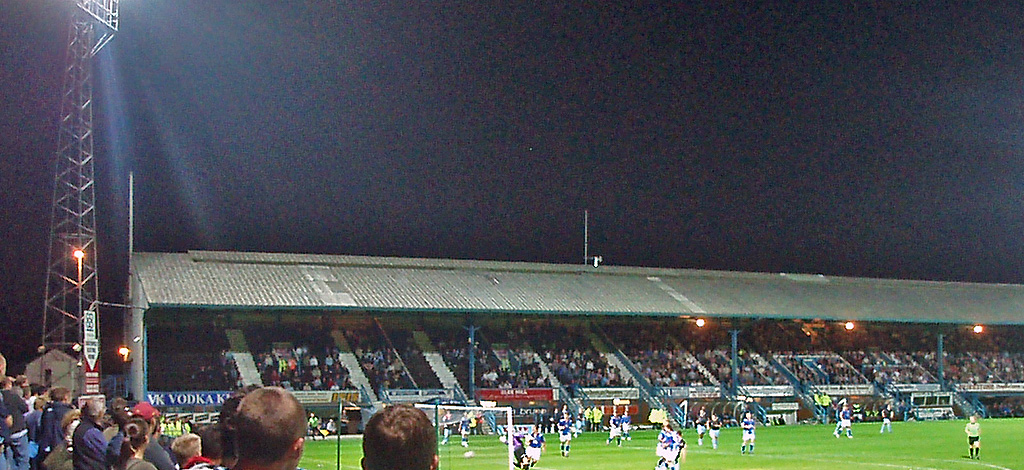

체스터필드 FC(Chesterfield Football Club)는 잉글랜드 더비셔주 체스터필드를 연고로 하는 축구 클럽이다.

## 성적
- 풋볼 리그 3부 북부 리그 우승 2회 (1930-31, 1935-36)
- 풋볼 리그 트로피 우승 1회 (2010-11)
- 풋볼 리그 2(풋볼 리그 4부 시대 포함) 우승 4회 (1969-70, 1984-85, 2010-11, 2013-14)
- 앵글로-스코티시 컵 우승 1회 (1980-81)
- 풋볼 리그 챔피언십 우승 1회 (2011-12)

## 선수 명단

### 현역
참고: FIFA 자격 규정에 따라 소속된 국가대표팀 국기를 표시합니다. 선수는 복수의 FIFA 비회원국 국적을 가지고 있을 수 있습니다.
| 번호 | 포지션 | 국적 | 이름 |
| ---- | ------ | ---- | ---- |

| 번호 | 포지션 | 국적 | 이름          |
| ---- | ------ | ---- | ------------- |
| 27   | FW     |      | 아리빔 페플   |
| 37   | GK     |      | 애쉬튼 리날도 |

## 역대 감독
| 감독          | 임기        |
| ------------- | ----------- |
| 더그 리빙스턴 | 1958 ~ 1962 |